# Сальск (локомотивное депо)
Эксплуатационное локомотивное депо Сальск (ТЧЭ-14) — структурное подразделение дирекции тяги Северо-Кавказской железной дороги, расположенное в городе Сальске на территории одноимённой станции Ростовской области. Депо занимается эксплуатацией тягового подвижного состава.

## История
Локомотивное депо Сальск основано в 1915 году, когда на станции Торговая (с 1929 года — станция Сальск) открылось депо по ремонту паровозов.
В 1920-х годах паровозное депо обслуживало направления на Батайск, Котельниково и Тихорецкую. Эксплуатировались паровозы серии "С" и "ОВ". К 1937 году основной парк оснащается паровозами серии "СО", которые работали вплоть до 1961-1962 годов, до прибытия в депо тепловозов. В 1980-х годах пассажирский парк депо был оснащен тепловозами марки ТЭП-60, а грузовой тепловозами 2ТЭ10М-У.

## Современность
В 2010 году в результате реформы ОАО "РЖД" в структуру Эксплуатационного локомотивное депо Сальск был включён цех эксплуатации на станции Тихорецкая.
Эксплуатационное локомотивное депо Сальск обслуживает тяговые плечи:
- Сальск — Батайск
- Сальск — Куберле — Морозовская — Лихая (за исключением пассажирских поездов, следующих из Волгограда в Лихую)
- Сальск — Краснодар — Горячий Ключ
- Сальск — Кавказская
- Сальск — Тихорецкая — Разъезд 9 километр
- Тихорецкая — Новороссийск
- Тихорецкая — Батайск
- Сальск — Котельниково — Им. Максима Горького

В 2015 году в год 100-летнего юбилея локомотивного депо на станции Сальск был открыт новый дом отдыха локомотивных бригад. Строительство здания, которое было построено за два года, стало одним из перспективных проектов, реализованных ОАО «РЖД» для локомотивщиков Северо-Кавказской магистрали. В восьмиэтажном здании первые два этажа занимает цех эксплуатации депо, на третьем находятся кухня и столовая, где одновременно могут питаться 20 локомотивных бригад. Верхние пять этажей занимают комнаты отдыха для одновременного размещения 50 бригад. Комнаты не только двух-, но и трехместные на случай, если в составе бригады будет дублер. Каждый номер оборудован санузлом с душевой кабиной, кондиционером. Предусмотрена резервная подача горячей воды на случай отключений на городском водопроводе. Имеется также комната психологической разгрузки. Таким образом, созданы все условия для обеспечения полноценного отдыха локомотивным бригадам. Кроме того, в новом здании есть тренажерный зал, бильярдная, на крыше нижней части комплекса — теннисный корт.

## Подвижной состав
- Электровозы грузовые: ВЛ80, ВЛ80Т
- Электровозы пассажирские: ЭП1, ЭП1М
- Тепловозы грузовые: 2ТЭ116, 2ТЭ10М,  2ТЭ25М
- Тепловозы маневровые: ЧМЭ3.

## Галерея
- Пассажирский электровоз ЭП1-116 на станции Сальск
- Пассажирский тепловоз ТЭП70БС-238, депо Сальск
- Дом отдыха локомотивных бригад станции Сальск